# Nicolea maxima
Nicolea maxima är en ringmaskart som beskrevs av Augener 1923. Nicolea maxima ingår i släktet Nicolea och familjen Terebellidae.
Artens utbredningsområde är havet kring Nya Zeeland. Inga underarter finns listade i Catalogue of Life.